# Архиреев, Борис Александрович
Борис Александрович Архиреев (9 декабря 1946 — 4 июня 1982, Уральск) — советский футболист, полузащитник , защитник .
Воспитанник уральского футбола. Начинал играть в командах класса «Б» «Химик» Салават (1967), «Уралец» Уральск (1968—1970). В 1972—1973 годах провёл 15 матчей в высшей лиге за «Кайрат» Алма-Ата. В 1974 году транзитом через «Динамо» Барнаул перешёл в команду первой лиги «Кузбасс» Кемерово, где в следующем году завершил карьеру.
Погиб 4 июня 1982 года.